# Halleux (Comblain-au-Pont)
Pour les articles homonymes, voir Halleux.
Halleux est un hameau de la commune belge de Comblain-au-Pont située en Région wallonne dans la province de Liège. 
Avant la fusion des communes de 1977, Halleux faisait déjà partie de la commune de Comblain-au-Pont.

## Situation
Le hameau de Halleux s'étire le long de la rive gauche de l'Amblève et de la N.633 entre Aywaille et Comblain-au-Pont et, plus précisément, entre Martinrive et Pont-de-Sçay. L'Amblève forme ici de larges méandres. La grotte fossile et la carrière de la Belle-Roche sont situées en aval sur la rive opposée.

## Description
Jadis entouré de carrières (on en dénombrait une demi-douzaine aux alentours), Halleux est aujourd'hui un hameau résidentiel pourvu d'un terrain de camping. L'imposant moulin du Halleux se trouve sur un bief en direction de Comblain-au-Pont. On peut y admirer sa grande roue à aubes. La ferme de Halleux se trouve sur les hauteurs du versant sud au bout d'une voie sans issue.